# Existence Is Futile
Existence Is Futile är det brittiska extreme metal-bandet Cradle of Filths trettonde studioalbum, utgivet den 22 oktober 2021 på etiketten Nuclear Blast.

## Låtlista
| Nr           | Titel                                     | Längd |
| ------------ | ----------------------------------------- | ----- |
| 1.           | The Fate of the World on Our Shoulders    | 1:37  |
| 2.           | Existential Terror                        | 6:17  |
| 3.           | Necromantic Fantasies                     | 5:40  |
| 4.           | Crawling King Chaos                       | 5:27  |
| 5.           | Here Comes a Candle... (Infernal Lullaby) | 1:28  |
| 6.           | Black Smoke Curling from the Lips of War  | 5:21  |
| 7.           | Discourse Between a Man and His Soul      | 5:30  |
| 8.           | The Dying of the Embers                   | 6:08  |
| 9.           | Ashen Mortality                           | 1:50  |
| 10.          | How Many Tears to Nurture a Rose?         | 4:34  |
| 11.          | Suffer Our Dominion                       | 6:22  |
| 12.          | Us, Dark, Invincible                      | 6:26  |
| Total längd: | Total längd:                              | 56:40 |

| 13.          | Sisters of the Mist | 7:14  |
| 14.          | Unleash the Hellion | 6:23  |
| Total längd: | Total längd:        | 70:17 |

## Medverkande
- Dani Filth – sång
- Martin Škaroupka – trummor, keyboard
- Daniel Firth – basgitarr
- Richard Shaw – gitarr
- Marek Šmerda – gitarr
- Anabelle Iratni – keyboard, sång, lyra

Övriga
- Doug Bradley – berättarröst på "Suffer Our Dominion" och "Sisters of the Mist"
- Scott Atkins – producent
- Arthur Berzinsh – omslagsdesign